# Megalomys
Megalomys is een uitgestorven geslacht van knaagdieren uit de Kleine Antillen. Er zijn vier soorten bekend, waarvan er twee tot in historische tijden hebben overleefd. Het geslacht behoort tot de rijstratten, een zeer grote groep Amerikaanse knaagdieren, en wordt voornamelijk gekenmerkt door een enorme grootte (zo groot als een kat). Verder schijnen de leden van het geslacht echter geen kenmerkende overeenkomsten te hebben. De nauwste verwant van Megalomys op het vasteland is onbekend, hoewel Mindomys hammondi is voorgesteld.

## Indeling
Het geslacht omvat de volgende recent uitgestorven soorten:
- Megalomys camerhogne (Grenada, na 1800 uitgestorven)
- Megalomys desmarestii (Martinique, na 1800 uitgestorven)
- Megalomys georginae (Barbados, na 1800 uitgestorven)
- Megalomys luciae (Saint Lucia, na 1800 uitgestorven)

De volgende soorten zijn alleen bekend van fossielen:
- Megalomys audreyae (Barbuda, Pleistoceen)
- Megalomys curazensis (Curaçao, Pleistoceen)

Uit de Kleine Antillen zijn verschillende andere rijstratten uit archeologische vindplaatsen bekend, maar die zijn niet op geslachtsniveau gedetermineerd.
Aegialomys · Amphinectomys · Cerradomys · Drymoreomys · Eremoryzomys · Euryoryzomys · Handleyomys · Holochilus · Hylaeamys · Lundomys · Megalomys · Megaoryzomys · Melanomys · Microakodontomys · Microryzomys · Mindomys · Neacomys · Nectomys · Nephelomys · Nesoryzomys · Noronhomys · Oecomys · Oligoryzomys · Oreoryzomys · Oryzomys · Pattonimus · Pennatomys † · Pseudoryzomys · Scolomys · Sigmodontomys · Sooretamys · Tanyuromys · Transandinomys · Zygodontomys